# Філіппов Євген Костянтинович
Євген Костянтинович Філіппов (14 серпня 1943, Барнаул — 6 березня 2025, Київ) — український кінооператор ігрового та документального кіно, продюсер, педагог.

## Життєпис
Народився 14 серпня 1943 р. у м. Барнаулі в родині військового лікаря. Закінчив філологічний факультет Кишинівського університету (1969) та Всесоюзний державний інститут кінематографії (1974).
У 1961—1971 роках. працював оператором на студії «Телефілм-Кишинеу» Молдавського телебачення.
У 1971—1985 рр. — оператор кіностудії «Молдова-фільм». Член Спілки кінематографістів Республіки Молдова.
Автор музики до стрічок «Туфлі з золотими пряжками» (1976, т/ф, 2 с.) Г. Юнгвальд-Хилькевича та «Ходіння за п'ять морів» С. Сергейчикової (студія УАЖК).[джерело?]
З 1991 р. — продюсер незалежного відеоцентру «Феміна».
З 1994 р. керував курсом телеоператорів на кінофакультеті (кафедра кінотелеоператорства Інституту екранних мистецтв) Київського державного інституту театрального мистецтва ім. І. Карпенка-Карого.
Член Національної спілки кінематографістів України, член Гільдії кінооператорів України.
Автор підручника «Операторська майстерність» (2000).
Помер на 82-му році життя 6 березня 2025 року.

## Фільмографія
Оператор-постановник:
- «Між небом і землею» (1975, у співавт.)
- «Не вір крику нічного птаха» (1976)
- «Корінь життя» (1977)
- «Чіо-Чіо-сан» (1980, фільм-спектакль)
- «Нічний блокнот» (1981, короткометражний)
- «Брате, знайди брата!..» (1988, також оператор комбінованих зйомок; Кіностудія ім. О. Довженка)

Оператор понад 50-ти документальних фільмів:
- «Наш Ваня» (1966, відзначений «За найкращу операторську роботу» на I-му Всесоюзному фестивалі ТВ-фільмів, Москва)
- «Жінки по-радянськи» (1989, документальний)
- «Я вибираю…» (1992, про М. Куліша, Л. Курбаса і театр «Березіль»; Національна кінематека України, реж. С. Сергейчикова)
- «Ходіння за п'ять морів» (1995, реж. С. Сергейчикова)
- «Одкровення» (1996, реж. С. Сергейчикова. Нагорода за найкращу операторську роботу на т/фестивалі країн СНД, Росія, 1998)
- «Жінка на ринку праці» (1998, реж. С. Сергейчикова)
- «Від ув'язнення до свободи» (1999, реж. С. Сергейчикова)
- «Червоний Хрест — допомога і милосердя» (2000, реж. С. Сергейчикова)
- «Один день з життя Сергія К.» (2001, реж. С. Сергейчикова)
- «Це моя дитина» (2003, реж. С. Сергейчикова)
- та інші…